# Bint el Sudan

Bint el Sudan (littéralement « fille du Soudan » en arabe) est un parfum produit par W. J. Bush & Co, filiale d’International Flavors and Fragrances. Il est créé en 1920 par Eric Burgess à Khartoum. Principalement produit à Kano (Nigeria), par Gongony Company Limited, sa formulation sans alcool lui assure un grand succès en Afrique et au Moyen-Orient.
Au Nigeria, à partir des années 1920, il est couramment utilisé par les religieux musulmans en pays yoruba.